# IC 2509
IC 2509 је појединачна звијезда у сазвјежђу Секстант која се налази на листи објеката дубоког неба у Индекс каталогу.
Деклинација објекта је + 5° 42' 10" а ректасцензија 9h 46m 56,0s.